# Grands séismes de l'ère Ansei

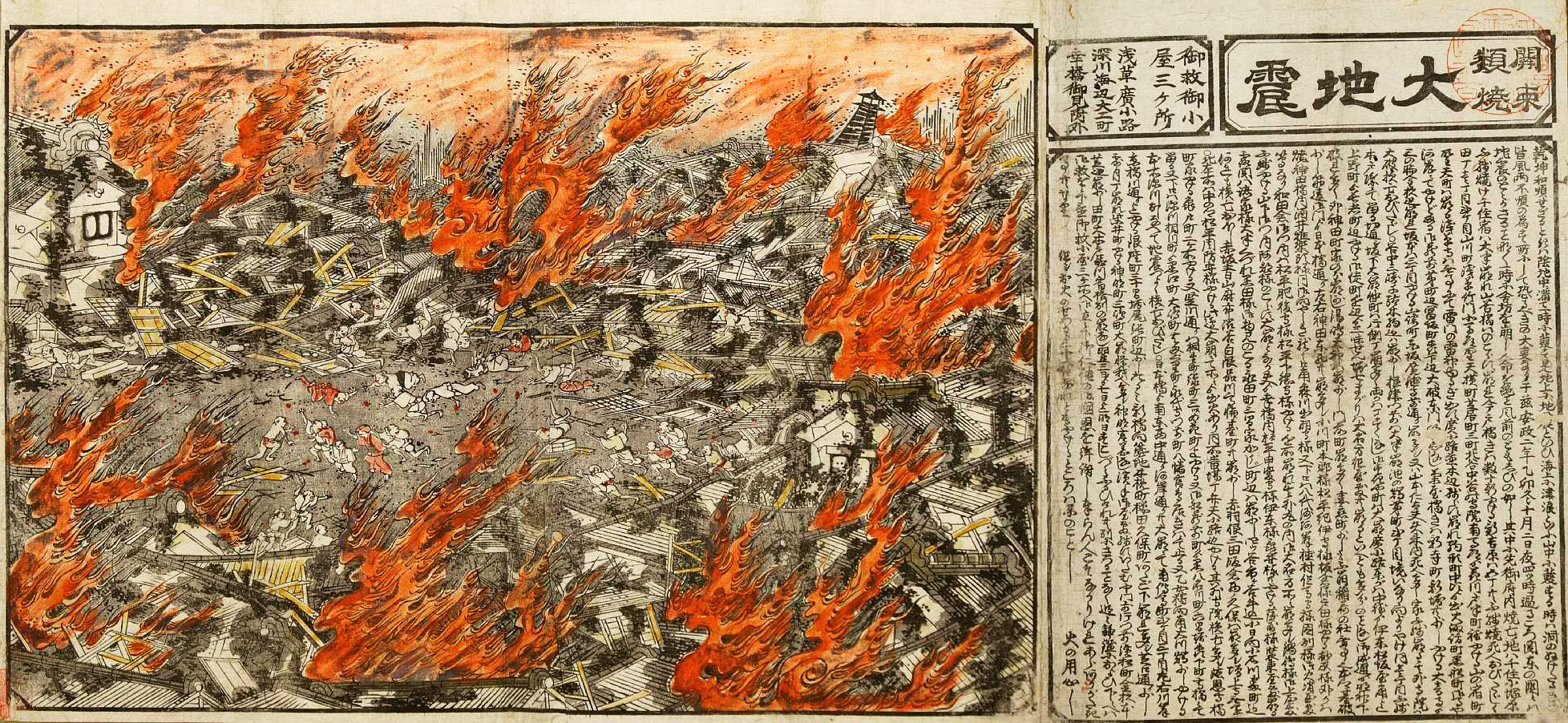
Grand séisme Ansei de 1855.

Les grands séismes de l'ère Ansei (安政の大地震, Ansei no Dai jishin) désignent une série de trois tremblements de terre majeurs qui frappent le Japon au cours de l'ère Ansei (1854-1860).
- Le séisme Ansei-Tōkai de 1854 (安政東海地震, Ansei Tōkai jishin) de magnitude 8,4 frappe le 23 décembre 1854. L'épicentre va de la baie de Suruga jusqu'aux profondeurs de l'océan, et affecte principalement la région de Tōkai, mais les destructions s'étendent jusqu'à Edo. Le tsunami qui suit cause des dommages le long de toute la côte, de la péninsule de Bōsō actuelle (préfecture de Chiba) jusqu'à la province de Tosa (actuelle préfecture de Kōchi)[1].
- Le séisme Ansei-Nankai de 1854 (安政南海地震, Ansei Nankai jishin) de magnitude 8,4 a lieu le 24 décembre 1854. Plus de 10 000 personnes de la région de Tōkai sont tuées[1].
- Le séisme Ansei-Edo de 1855 (安政江戸地震, Ansei Edo jishin) de magnitude 6,9 frappe Edo (actuelle Tokyo) le 11 novembre 1855. Cent vingt tremblements de terre et secousses sont ressentis au total à Edo en 1854-1855. Le grand tremblement de terre frappe après 10 heures du soir, suivi d'environ trente répliques jusqu'à l'aube. L'épicentre se trouve près de l'embouchure de l'Ara-kawa. Les documents de l'époque indiquent 6 641 morts à l'intérieur de la ville, et 2 759 blessés. La plus grande partie de la ville est détruite par un incendie, ce qui conduit beaucoup de gens à rester dans des auberges rurales. Les répliques se poursuivent pendant vingt jours[1]. Ce séisme est un tremblement de terre particulièrement destructeur en raison d'une poussée profonde causée par une dalle de pierre géante coincée entre la plaque philippine et la plaque pacifique.

Le séisme est attribué à un silure géant, l’ōnamazu, qui se débat. Les gravures ukiyo-e représentant ce poisson sont très populaires à cette époque.
Parmi les autres séismes notables qui ont lieu au cours de l'ère Ansei, celui de la zone d'Iga d'une magnitude de 7,4 sur l'échelle de Richter, frappe Kyushu et Shikoku.
- Kaei 7 (4-7 novembre 1854) : à Nankaidō, tremblements de terre et tsunami tuent 80 000 personnes. Un tremblement de terre et un tsunami frappent Shimoda sur la péninsule d'Ize, et parce que le port vient d'être désigné comme l'emplacement éventuel d'un consulat américain, certains interprètent les catastrophes naturelles comme des manifestations de mécontentement des kamis[2].

Le séisme de 1858 de Hietsu frappe la zone de Hietsu le 9 avril 1858.